# Úszás az 1948. évi nyári olimpiai játékokon
Az 1948. évi nyári olimpiai játékok úszóversenyein tizenegy versenyszámban avattak olimpiai bajnokot. Az 1924. évi olimpián kialakult szokás szerint férfi úszásban hat, női úszásban öt versenyszámot írtak ki.

## Éremtáblázat
(A táblázatokban a rendező ország csapata és a magyar csapat eltérő háttérszínnel, az egyes számoszlopok legmagasabb értéke, vagy értékei vastagítással kiemelve.)
| Az 1948. évi nyári olimpiai játékok éremtáblázata úszásban | Az 1948. évi nyári olimpiai játékok éremtáblázata úszásban | Az 1948. évi nyári olimpiai játékok éremtáblázata úszásban | Az 1948. évi nyári olimpiai játékok éremtáblázata úszásban | Az 1948. évi nyári olimpiai játékok éremtáblázata úszásban | Olimpia  |
| ---------------------------------------------------------- | ---------------------------------------------------------- | ---------------------------------------------------------- | ---------------------------------------------------------- | ---------------------------------------------------------- | -------- |
|                                                            | Ország                                                     | Arany                                                      | Ezüst                                                      | Bronz                                                      | Összesen |
| 1.                                                         | Egyesült Államok (USA)                                     | 8                                                          | 6                                                          | 1                                                          | 15       |
| 2.                                                         | Dánia (DEN)                                                | 2                                                          | 2                                                          | 0                                                          | 4        |
| 3.                                                         | Hollandia (NED)                                            | 1                                                          | 0                                                          | 2                                                          | 3        |
|                                                            |                                                            |                                                            |                                                            |                                                            |          |
| 4.                                                         | Ausztrália (AUS)                                           | 0                                                          | 2                                                          | 2                                                          | 4        |
| 5.                                                         | Magyarország (HUN)                                         | 0                                                          | 1                                                          | 3                                                          | 4        |
|                                                            |                                                            |                                                            |                                                            |                                                            |          |
| 6.                                                         | Franciaország (FRA)                                        | 0                                                          | 0                                                          | 2                                                          | 2        |
| 7.                                                         | Nagy-Britannia (GBR)                                       | 0                                                          | 0                                                          | 1                                                          | 1        |
|                                                            |                                                            |                                                            |                                                            |                                                            |          |
| Összesen                                                   | Összesen                                                   | 11                                                         | 11                                                         | 11                                                         | 33       |

## Férfi
Férfi úszásban hat – öt egyéni és egy váltó – számot írtak ki. A japán úszók távollétében az Egyesült Államok fölényesen az első helyen végzett az éremtáblázaton. A legeredményesebb férfi úszó, az egyesült államokbeli James Price McLane két arany- és egy ezüstérmet nyert. 

### Éremtáblázat
| Az 1948. évi nyári olimpiai játékok éremtáblázata férfi úszásban | Az 1948. évi nyári olimpiai játékok éremtáblázata férfi úszásban | Az 1948. évi nyári olimpiai játékok éremtáblázata férfi úszásban | Az 1948. évi nyári olimpiai játékok éremtáblázata férfi úszásban | Az 1948. évi nyári olimpiai játékok éremtáblázata férfi úszásban | Olimpia  |
| ---------------------------------------------------------------- | ---------------------------------------------------------------- | ---------------------------------------------------------------- | ---------------------------------------------------------------- | ---------------------------------------------------------------- | -------- |
|                                                                  | Ország                                                           | Arany                                                            | Ezüst                                                            | Bronz                                                            | Összesen |
| 1.                                                               | Egyesült Államok (USA)                                           | 6                                                                | 4                                                                | 1                                                                | 11       |
| 2.                                                               | Magyarország (HUN)                                               | 0                                                                | 1                                                                | 2                                                                | 3        |
| 3.                                                               | Ausztrália (AUS)                                                 | 0                                                                | 1                                                                | 1                                                                | 2        |
| 4.                                                               | Franciaország (FRA)                                              | 0                                                                | 0                                                                | 2                                                                | 2        |
|                                                                  |                                                                  |                                                                  |                                                                  |                                                                  |          |
| Összesen                                                         | Összesen                                                         | 6                                                                | 6                                                                | 6                                                                | 18       |

### Érmesek
- OR – olimpiai rekord

| Az 1948. évi nyári olimpiai játékok érmesei férfi úszásban | |         |                                                                                |         |                                                                                   |         |
| Versenyszám                                                | Arany | Arany   | Ezüst                                                                          | Ezüst   | Bronz                                                                             | Bronz   |
| 100 m gyors                                                | Walter Ris · Egyesült Államok (USA) | 57,3    | Alan Ford · Egyesült Államok (USA)                                             | 57,8    | Kádas Géza · Magyarország (HUN)                                                   | 58,1    |
| 400 m gyors                                                | William Smith · Egyesült Államok (USA) | 4:41,0  | Jimmy McLane · Egyesült Államok (USA)                                          | 4:43,4  | John Marshall · Ausztrália (AUS)                                                  | 4:47,7  |
| 1500 m gyors                                               | Jimmy McLane · Egyesült Államok (USA) | 19:18,5 | John Marshall · Ausztrália (AUS)                                               | 19:31,3 | Mitró György · Magyarország (HUN)                                                 | 19:43,2 |
| 100 m hát                                                  | Allen Stack · Egyesült Államok (USA) | 1:06,4  | Robert Elmer Cowell · Egyesült Államok (USA)                                   | 1:06,5  | Georges Vallerey · Franciaország (FRA)                                            | 1:07,8  |
| 200 m mell                                                 | Joseph Thomas Verdeur · Egyesült Államok (USA)                                                                                                  | 2:39,3  | Keith Carter · Egyesült Államok (USA)                                          | 2:40,2  | Robert Raymond Sohl · Egyesült Államok (USA)                                      | 2:43,9  |
| 4 × 200 m gyorsváltó                                       | Egyesült Államok (USA) · Walter Ris · Jimmy McLane · Wally Wolf · William Smith · Bob Gibe* · William Dudley* · Edwin Gilbert* · Eugene Rogers* | 8:46,0  | Magyarország (HUN) · Szathmáry Elemér · Mitró György · Nyéki Imre · Kádas Géza | 8:48,4  | Franciaország (FRA) · Joseph Bernardo · René Cornu · Henri Padou · Alexandre Jany | 9:08,0  |

* - a versenyző csak az előfutamban vett részt, így nem kapott érmet

## Női
Női úszásban öt – négy egyéni és egy váltó – versenyszámot írtak ki. Az erőviszonyok lényegesen kiegyenlítettebbek voltak, mint férfi úszásban. A legeredményesebb női úszó, az egyesült államokbeli Ann Elisabeth Curtis két arany és egy ezüstérmet nyert.

### Éremtáblázat
| Az 1948. évi nyári olimpiai játékok éremtáblázata női úszásban | Az 1948. évi nyári olimpiai játékok éremtáblázata női úszásban | Az 1948. évi nyári olimpiai játékok éremtáblázata női úszásban | Az 1948. évi nyári olimpiai játékok éremtáblázata női úszásban | Az 1948. évi nyári olimpiai játékok éremtáblázata női úszásban | Olimpia  |
| -------------------------------------------------------------- | -------------------------------------------------------------- | -------------------------------------------------------------- | -------------------------------------------------------------- | -------------------------------------------------------------- | -------- |
|                                                                | Ország                                                         | Arany                                                          | Ezüst                                                          | Bronz                                                          | Összesen |
| 1.                                                             | Dánia (DEN)                                                    | 2                                                              | 2                                                              | 0                                                              | 4        |
| 1.                                                             | Egyesült Államok (USA)                                         | 2                                                              | 2                                                              | 0                                                              | 4        |
| 3.                                                             | Hollandia (NED)                                                | 1                                                              | 0                                                              | 2                                                              | 3        |
| 4.                                                             | Ausztrália (AUS)                                               | 0                                                              | 1                                                              | 1                                                              | 2        |
| 5.                                                             | Magyarország (HUN)                                             | 0                                                              | 0                                                              | 1                                                              | 1        |
| 5.                                                             | Nagy-Britannia (GBR)                                           | 0                                                              | 0                                                              | 1                                                              | 1        |
|                                                                |                                                                |                                                                |                                                                |                                                                |          |
| Összesen                                                       | Összesen                                                       | 5                                                              | 5                                                              | 5                                                              | 15       |

### Érmesek
| Az 1948. évi nyári olimpiai játékok érmesei női úszásban | |        | |        | |        |
| Versenyszám                                              | Arany | Arany  | Ezüst | Ezüst  | Bronz                                                                                                  | Bronz  |
| 100 m gyors                                              | Greta Andersen · Dánia (DEN)                                                                                   | 1:06,3 | Ann Elisabeth Curtis · Egyesült Államok (USA)                                                                          | 1:06,5 | Marie Vaessen · Hollandia (NED)                                                                        | 1:07,6 |
| 400 m gyors                                              | Ann Elisabeth Curtis · Egyesült Államok (USA)                                                                  | 5:17,8 | Karen Margrethe Harup · Dánia (DEN)                                                                                    | 5:21,2 | Catherine Gibson · Nagy-Britannia (GBR)                                                                | 5:22,5 |
| 100 m hát                                                | Karen Margrethe Harup · Dánia (DEN)                                                                            | 1:14,4 | Suzanne Winona Zimmerman · Egyesült Államok (USA)                                                                      | 1:16,0 | Judy-Joy Davies · Ausztrália (AUS)                                                                     | 1:16,7 |
| 200 m mell                                               | Nel van Vliet · Hollandia (NED)                                                                                | 2:57,2 | Nancy Lyons · Ausztrália (AUS)                                                                                         | 2:57,7 | Novák Éva · Magyarország (HUN)                                                                         | 3:00,2 |
| 4×100 m váltó                                            | Egyesült Államok (USA) · Marie Louise Corridon · Thelma Kalama · Brenda Merserau Helser · Ann Elisabeth Curtis | 4:29,2 | Dánia (DEN) · Eva Johanne Riis · Karen Margrethe Harup · Greta Marie Andersen · Fritze Wulf Carstensen · Elvi Carlsen* | 4:29,6 | Hollandia (NED) · Irma Heijting-Schuhmacher · Margot Marsman · Marie Vaessen · Johanna Maria Termeulen | 4:31,6 |

## Magyar részvétel
Az olimpián tizenöt úszó – kilenc férfi és hat női úszó – képviselte Magyarországot, akik összesen
- egy második,
- három harmadik,
- négy negyedik és
- két ötödik

helyezést értek el, amivel harminchárom – férfi úszásban huszonegy, női úszásban tizenkettő – olimpiai pontot szereztek. Ez tizenkilenc ponttal több, mint az előző, 1936. évi olimpián elért eredmény. A legeredményesebb magyar úszó, Kádas Géza egy második, egy harmadik és egy negyedik helyezést ért el.
A magyar úszók a következő versenyszámokban indultak (zárójelben az elért helyezés, illetve időeredmény):
| Magyar részvétel az 1948. évi nyári olimpiai játékok úszóversenyein |                                                                                  |                                                                         |
| versenyszám                                                         | férfi úszás                                                                      | női úszás                                                               |
| 100 m gyors                                                         | Kádas Géza (3. – 58,1) Szatmáry Elemér (1:00,5) Szilárd Zoltán (7. – 59,7)       | Littomeritzky Mária (1:13,0) Nádor Zsuzsa (1:15,8) Temes Judit (1:09,7) |
| 400 m gyors                                                         | Kádas Géza (4. – 4:49,4) Mitró György (5. – 4:49,9) Nyéki Imre (5:01,8)          | –                                                                       |
| 1500 m gyors                                                        | Csordás György (4. – 19:54,2) Mitró György (3. – 19:43,2) Vörös Ferenc (20:31,4) |                                                                         |
| 100 m hát                                                           | Válent Gyula (1:11,8)                                                            | Novák Ilona (4. – 1:18,4)                                               |
| 200 m mell                                                          | Németh Sándor (2:48,1)                                                           | Novák Éva (3. – 3:00,2) Székely Éva (4. – 3:02,5)                       |
| 4×100 m váltó                                                       |                                                                                  | (5. – 4:44,8) Littomeritzky Mária Novák Ilona Székely Éva Temes Judit   |
| 4×200 m váltó                                                       | (2. – 8:48,4) Kádas Géza Mitró György Nyéki Imre Szatmáry Elemér                 |                                                                         |